# Épervière laineuse
Hieracium lanatum
Espèce
Classification phylogénétique
L'épervière laineuse (Hieracium lanatum) est une espèce de plante herbacée du genre Hieracium et de la famille des Astéracées.